# Søren Bystrup
Søren Bystrup es un deportista danés que compitió en duatlón. Ganó cinco medallas en el Campeonato Mundial de Duatlón de Larga Distancia entre los años 2012 y 2017, y dos medallas en el  Campeonato Europeo de Duatlón de Media Distancia en los años  2017 y  2018.

## Palmarés internacional
| Campeonato Mundial | Campeonato Mundial | Campeonato Mundial | Campeonato Mundial |
| Año                | Lugar              | Medalla            | Prueba             |
| ------------------ | ------------------ | ------------------ | ------------------ |
| 2012               | Zofingen ( Suiza)  | Medalla de bronce  | Individual         |
| 2014               | Zofingen ( Suiza)  | Medalla de bronce  | Individual         |
| 2015               | Zofingen ( Suiza)  | Medalla de bronce  | Individual         |
| 2016               | Zofingen ( Suiza)  | Medalla de bronce  | Individual         |
| 2017               | Zofingen ( Suiza)  | Medalla de bronce  | Individual         |

| Campeonato Europeo | Campeonato Europeo       | Campeonato Europeo | Campeonato Europeo |
| Año                | Lugar                    | Medalla            | Prueba             |
| ------------------ | ------------------------ | ------------------ | ------------------ |
| 2017               | Sankt Wendel ( Alemania) | Medalla de plata   | Individual         |
| 2018               | Vejle ( Dinamarca)       | Medalla de oro     | Individual         |